# کوسکو بیجینگ
کوسکو بیجینگ (به انگلیسی: Cosco Beijing) یک کشتی است که طول آن ۳۵۰٫۵۵ متر (۱٬۱۵۰٫۱ فوت) می‌باشد. این کشتی  در سال ۲۰۰۶ ساخته شد.